# Нулви
Нулви (итал. Nulvi) је насеље у Италији у округу Сасари, региону Сардинија.
Према процени из 2011. у насељу је живело 2827 становника. Насеље се налази на надморској висини од 481 м.

## Становништво
Према резултатима пописа становништва 2011. у општини је живело 2.851 становника.
| 1931. | 1936. | 1951. | 1961. | 1971. | 1981. | 1991. | 2001. | 2011. |
| ----- | ----- | ----- | ----- | ----- | ----- | ----- | ----- | ----- |
| 3.726 | 3.791 | 4.066 | 3.978 | 3.449 | 3.189 | 3.078 | 3.007 | 2.851 |